# Seleção Galesa de Voleibol Masculino
A seleção galesa de voleibol masculino é uma equipe europeia composta pelos melhores jogadores de voleibol do País de Gales. A equipe é mantida pela Associação Galesa de Voleibol (Welsh Volleyball Association). A equipe não consta no ranking mundial da FIVB segundo dados de 4 de janeiro de 2012.